# San Esteban de Nogales
San Esteban de Nogales – gmina w Hiszpanii, w prowincji León, w Kastylii i León, o powierzchni 32,24 km². W 2011 roku gmina liczyła 289 mieszkańców.